# Cornisa de nieve

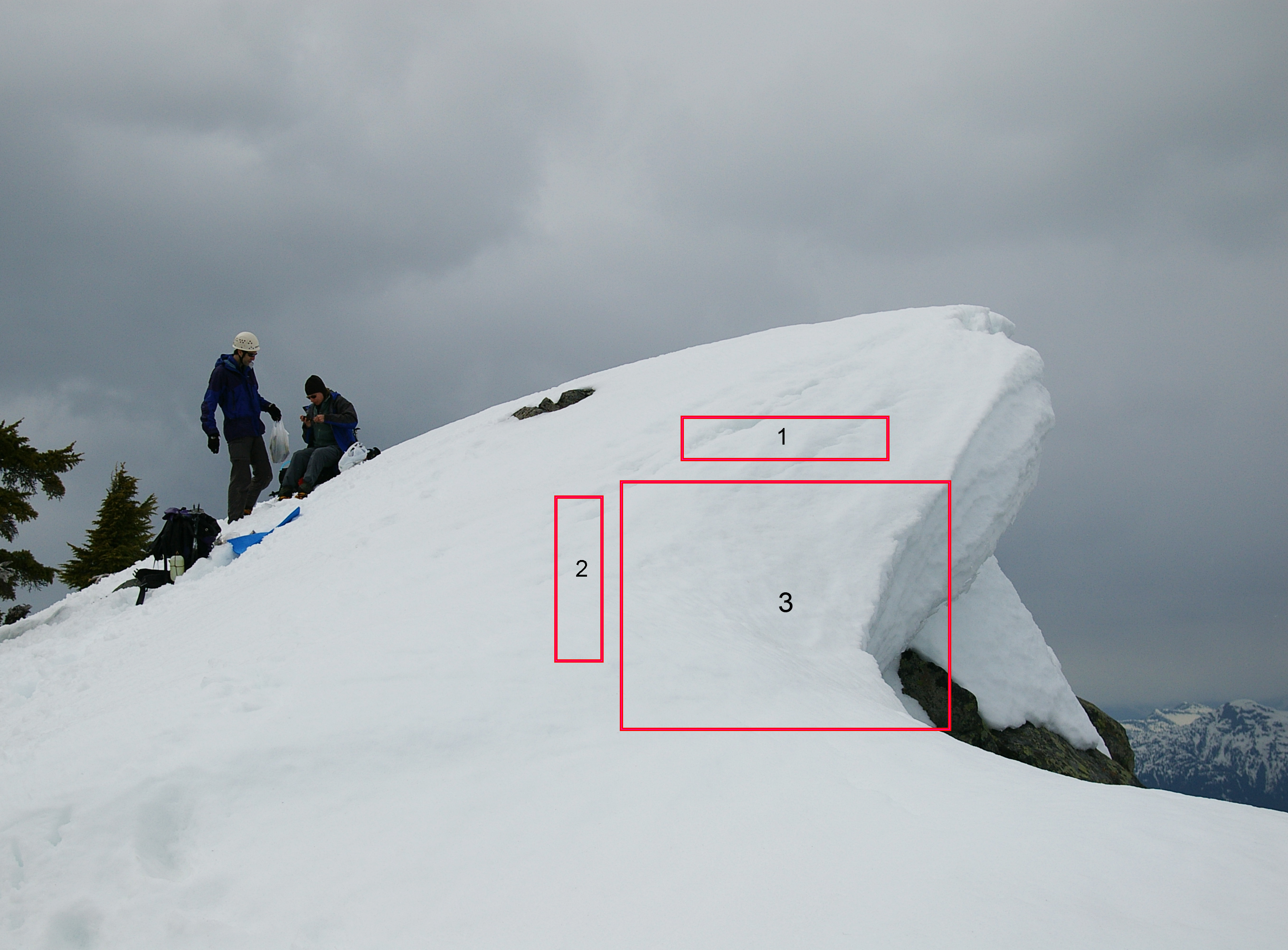
Una cornisa de nieve a punto de caer. Se observan grietas en el área (1). El área (3) cayó poco después de tomada la fotografía, dejando al área (2) como nuevo borde.

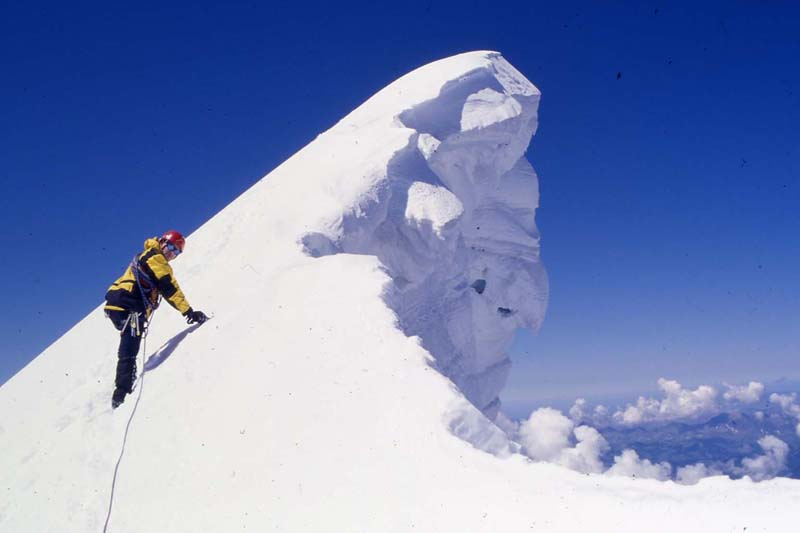
Una cornisa en la Aiguille de Bionnassay.

Una cornisa de nieve, o simplemente cornisa, es una formación colgante de nieve que se ubica en la cresta de una montaña y a lo largo de los lados de un barranco. Las cornisas se forman producto de corrientes de viento que soplan nieve sobre cambios abruptos en el terreno, como la cresta de una montaña, en donde la nieve se fusiona y crece horizontalmente. Esta formación es más común en el lado de la montaña a sotavento. Debe evitarse al máximo el desplazarse sobre o debajo de las cornisas, estas son extremadamente peligrosas ya que son muy propensas a colapsar y suelen ser detonantes de avalanchas.
La mejor práctica en montañismo para evitar el riesgo asociado a las cornisas, es estar lo suficientemente alejado del borde de tal manera que no se vea el fondo del precipicio; por supuesto esto no es siempre posible. Una prueba, con clima soleado, para determinar que tan seguro es caminar por una cresta con nieve consiste en insertar un piolet y ver si un brillo azulado proviene del hoyo. Este brillo indica que el hielo recibe luz desde abajo y que, por ello, la cornisa está muy expuesta, debiendo el montañista debe retirarse a un lugar más seguro.